# Birdal
Birdal ist ein türkischer männlicher und weiblicher Vorname sowie Familienname mit der Bedeutung „hilfsbereit“.

## Namensträger

### Familienname
- Akın Birdal (* 1948), türkischer Landwirtschaftsingenieur, Politiker und Menschenrechtler
- Coşkun Birdal (* 1973), türkischer Fußballspieler
- Muammer Birdal (* 1957), türkischer Fußballspieler und -trainer